# Yakuake
Yakuake (Yet Another Kuake) ist ein KDE-Terminalemulator. Als Inspiration für das Design dienten Konsolen in Computerspielen wie Quake, die beim Druck einer Taste vom oberen Bildschirmrand nach unten scrollten und beim wiederholten Tastendruck durch Scrollen nach oben wieder verschwanden.
Wird die Yakuake-Konsole ausgeblendet, so läuft das Programm im Hintergrund weiter. Ein erneutes Einblenden kann aus diesem Grund deutlich schneller als ein Start eines neuen Terminals erfolgen. Weiter kann eine Yakuake-Sitzung auf allen Desktops per Tastendruck ein- und ausgeblendet und verwaltet werden. Damit eignet sich die Konsole sowohl für eine schnelle Ausführung kurzer Befehle zur interaktiven Nutzung als auch für den Start lang laufender Kommandozeilen-Aufgaben, deren Ausgabe eher selten eines Blickes bedarf. Dieser Komfort gegenüber herkömmlichen Fenster-gebundenen Terminalemulatoren wie Konsole (KDE) oder xterm und das außergewöhnliche Design brachten Yakuake zu Beginn 2008 unter die 3 beliebtesten KDE-Programme auf kde-apps.org.